# 海梅·凯塞多·图里亚戈

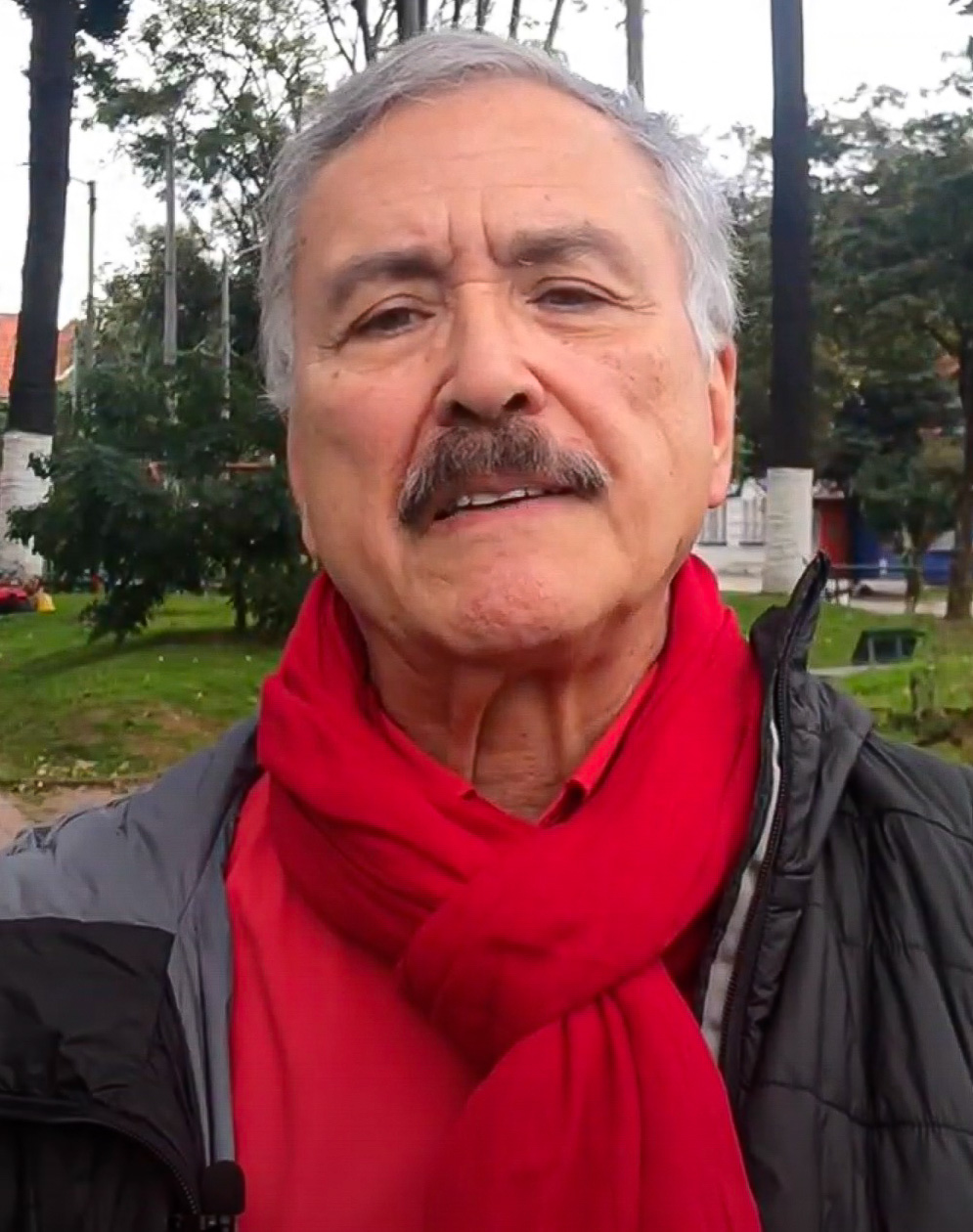
海梅·凯塞多·图里亚戈

海梅·凯塞多·图里亚戈（西班牙語：Jaime Caycedo Turriago，1944年9月24日—）是哥伦比亚的一个人类学家和政治家。他出生于卡利，曾在哥伦比亚国立大学学习人类学。1994年起，任哥伦比亚共产党总书记；2022年12月，改任该党新设立的主席职位。2007年—2011年，任波哥大市议员。
凯塞多是哥伦比亚共产党机关报《每周之声》的定期撰稿人，也是《拉丁美洲背景》杂志编辑委员会委员。